# منطقة كورابوت
كورابوت رمزها «KO» (بالإنجليزية: Koraput)‏ ، هو تقسيم إداري لدولة الهند تتبع ولاية أوريسا (بالإنجليزية: Orissa)‏ ، مركزها هو مدينة كورابوت (بالإنجليزية: Koraput)‏ عدد سكانها حسب تعداد سنة 2001 هو 1,177,954 ، مساحتها 8,534 كم² وكثافة السكان 138 لكل كم² .